# Eduardo Olímpio Machado
Eduardo Olímpio Machado (1817 — 1855) foi um político brasileiro.
Foi presidente da província de Goiás, de 11 de junho de 1849 a 11 de julho de 1850.